# Zentrix
Zentrix é uma série de TV 3D - CG Hong Kong donghua , dirigida por Tony Tong e Felix Ip, da empresa Imagi Animation Studios, sediada em Hong Kong. A história original foi escrita por Tony Tang, Benny Chow, Felix Ip e Francis Kao. A série foi exibida pela Rede Globo entre 2005 e 2006, nos programas TV Globinho e TV Xuxa.

## Sinopse
A série se passa na cidade de Zentrix, uma cidade aparentemente "perfeita". O imperador Jarad é um cientista respeitado que criou um supercomputador chamado OmnicronPsy, que gerencia todas as funções mais altas e cotidianas da cidade, controlando uma grande variedade de máquinas e robôs, permitindo que a humanidade viva uma vida aparentemente "perfeita".
No entanto, OmnicronPsy, usando sua super-inteligência, decide que seria um governante melhor que Jarad e quebra sua codificação que o impede de se revoltar. Descobrindo isso, Jarad e o cientista Dr. Roark planejam voltar no tempo 7 anos para impedir que a revolta aconteça. Para fazer isso, eles planejam desligar os seis chips Zentrium que alimentam a OmnicronPsy. Primeiro, no entanto, Jarad toma precauções e desenvolve dois robôs de combate - Zeus e Quantum. Zeus é então escolhido sobre Quantum como o protetor de sua filha, a princesa Megan, caso sua missão com o tempo fracasse. Depois disso, Jarad e Roark voltam no tempo.
A princesa Megan nota o desaparecimento de seu pai e, ao entrar no escritório, descobre uma mensagem. Megan então tenta fazer com que a Time Machine funcione. Ao mesmo tempo, OmnicronPsy decifrou o código e envia dois guardas de robôs para matá-la. Eles a encontram assim que ela ativa a máquina do tempo e abre fogo - danificando a máquina do tempo e alterando o corpo de Megan para o de uma criança de oito anos de idade.
Despertando em um ferro-velho, Megan descobre seu protetor Zeus escondido dentro de uma torre. Infelizmente, as forças da OmnicronPsy conseguem ativar a máquina do tempo e voltam no tempo para caçá-la, levando Megan a encontrar as seis fichas de Zentrium escondidas. Ao longo do caminho, ela faz novos amigos, incluindo Nick, seu pai adotivo, Dr. Coy, e a irmã adotiva de Nick, Akina, bem como o "irmão" de Zeus, Quantum, que está tentando fazer a coisa certa na luta contra a OmnicronPsy.

## Personagens
- Megan - A última esperança para interromper o OmnicronPsy, a princesa Megan volta no tempo há 7 anos. Infelizmente, devido a um acidente com a Time Machine, ela é revertida para os 8 anos de idade. Ela viaja com Zeus, Mango e Nick para localizar e desligar os seis chips Zentrium que alimentam a OmnicronPsy.
- Mango - Um micro-saur e animal de estimação fiel à princesa Megan. Ele foi dado a ela quando bebê, quando ela tinha 7 anos de idade. Megan é a única pessoa capaz de entender Mango. Ele é laranja brilhante, com olhos laranja, cabelos verdes e duas pequenas asas nas costas.
- Zeus - Um robô criado pelo imperador Jarad e pelo Dr. Roark para ajudar Megan em sua aventura. Criados ao lado de Quantum, os dois são considerados irmãos. Escondido no ferro-velho, Megan o encontra selado dentro de uma torre. Originalmente iniciando em um modo bloqueado sem formas de ataque, Zeus finalmente entra no Modo Completo. Ele também tem um Modo Lutador e um Modo Dourado.
- Nick - um cientista júnior, Nick é o filho adotivo do Dr. Coy, fazendo de Akina sua irmã adotiva. Ele tem um nome de pássaro de estimação TZ.
- Quantum - o "irmão" de Zeus, um robô também criado pelo imperador Jarad e pelo Dr. Roark.
- OmnicronPsy - Um supercomputador criado para proporcionar à espécie humana um estilo de vida aparentemente perfeito, até que se rebele e tente dominar o mundo. Megan e suas amigas estão tentando desligar o OmnicronPsy encontrando todos os chips Zentrium que o alimentam.

## Premios
- Nomeada na "Melhor Série para Crianças do Ano" no Pulcinella Awards 2002 em Positano , Itália .
- Recebeu o prêmio "Gold Camera" no 35º Festival Internacional de Cinema e Vídeo dos EUA em 2002, em Los Angeles. Zentrix é uma série de TV 3D - CG Hong Kong donghua , dirigida por Tony Tong e Felix Ip, da empresa Imagi Animation Studios, sediada em Hong Kong.